# Танимото, Аюми
Аюми Танимото (яп. 谷本 歩実 Танимото Аюми, 4 августа 1981 года, Андзё) — японская дзюдоистка, обладательница 5-го дана Кодокан, двукратная олимпийская чемпионка (2004 и 2008). Серебряная призёрка чемпионата мира 2005 года, а также дважды бронзовая призерка мирового первенства 2001 и 2007 годов. Чемпионка Азии 2001 и 2004 годов. Выступала в весовой категории до 63 кг.